# Daewoo Bus

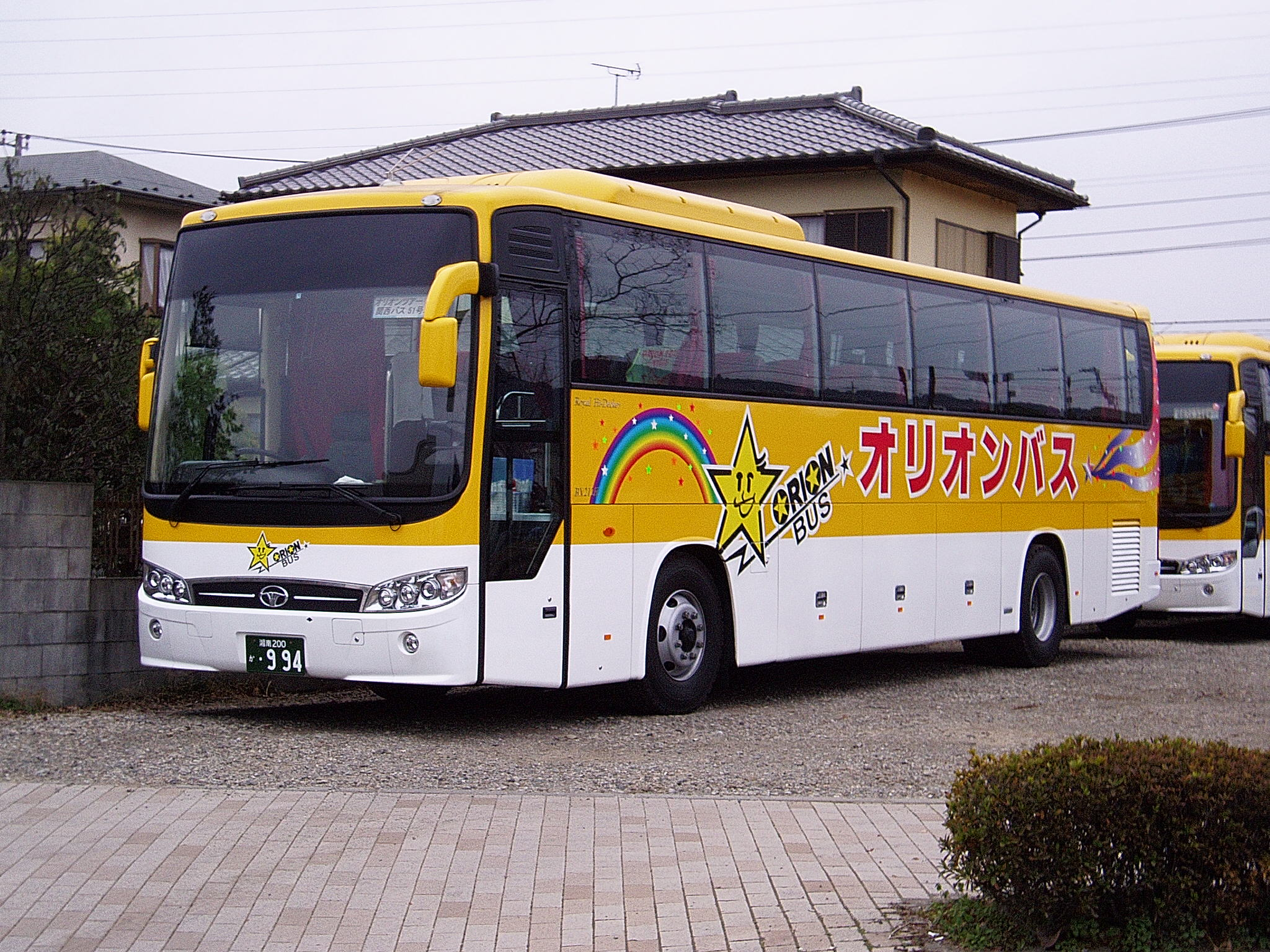
Daewoo Bus BX212 Giappone

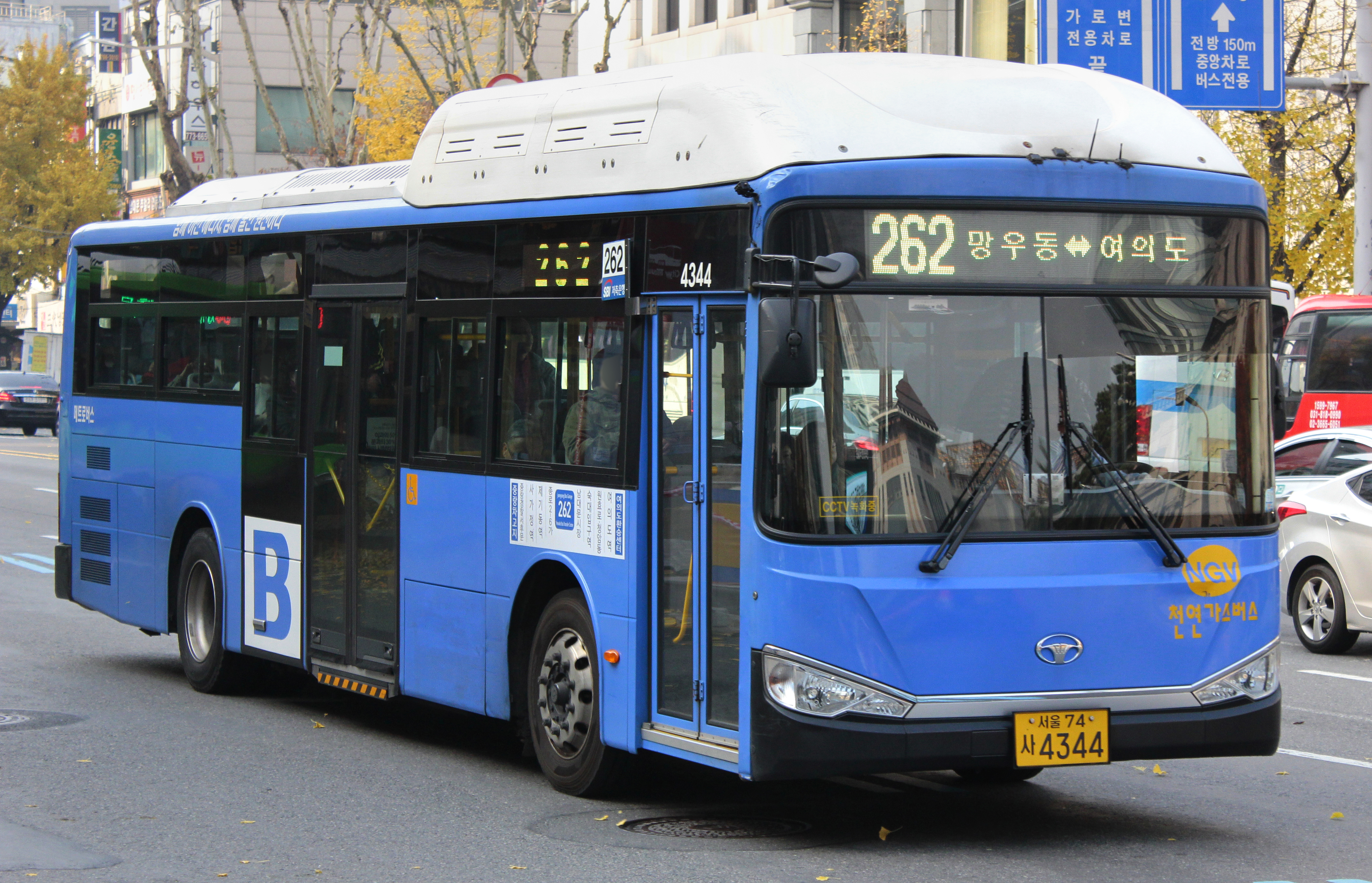
Daewoo Bus BS110CN Seul Corea

La Daewoo Bus Corporation (in coreano hangŭl 대우버스) è un'azienda coreana produttrice di autobus, fondata nel 2002 e attualmente facente parte del gruppo General Motors tramite GM Korea, quest'ultima fino a marzo 2011 chiamata GM Daewoo.

## Produzione autobus
- BX212H/S
- BH120F
- BH119
- BH117H
- BH116
- BH115E
- BF116
- BH090
- BS120CN (Veicoli a gas naturale)
- BV120MA
- BC211M
- BS116
- BS090

## Modelli di autobus del passato

### Shinjin Motor (1955~1971)
- Shinjin Micro Bus (1962)
- Shinjin Light Bus (1965)
- Pioneer (1965)
- FB100LK (1966)
- B-FB-50 (1966)
- DB102L (1968)
- DHB400C (1970)
- DAB (1970)
- RC420TP (1971)

### GM Korea Motor Company (1972~1976)
- DB105LC (1972)
- BD50DL (1973)
- BLD24 (1973)
- BD098 (1976)
- BD101 (1976)
- BU100/110 (1976)

### Saehan Motor Company (1976~1983)
- BU120 (1976)
- BL064 (1977)
- BF101 (1977)
- BR101 (1980)
- BH120 (1981)
- BV113 (1982)
- BF105 (1982)

### Daewoo Motor Company (1st, 1983~1994)
- BV101 (1983)
- BH115H (1984)
- BH120H (1985)
- BS105 (1986)
- BU113 (1986)
- BF120 (1987)
- BS106 (1991)
- BH120F (1994)
- BH113 (1994)

### Daewoo Heavy Industry (1994~1999)
- BH117H (1995)
- BM090 (1996)
- BH116 (1997)
- BH115E (1998)

### Daewoo Motor Company (2nd, 1999~2002)
- BF106 (2001)
- BH090 (2001)
- BS090 (2002)
- BV120MA (2002)
- BS120CN (2002)

### Daewoo Bus (Oggi)
- BH119 (2003)
- BX212H/S (2004)
- BC211M (2005)